# Ochsenberg (Königsbronn)
Ochsenberg er et distrikt med 645 indbyggere i kommunen Königsbronn i Landkreis Heidenheim i Baden-Württemberg, Tyskland.

## Geografi
Landsbyen Ochsenberg ligger i den østlige del af Schwäbische Alb (Ostalb), på den vestlige kant af Härtsfeld.

## Historie
De første dokumentation for stedet er fra år 1538. Landsbyens navn stammer fra "græsgange til okser (Ochsen) på bjerget (Berg)".
Efter et slag ved Nördlingen i 1634 under Trediveårskrigen blev Ochsenberg, som mange andre landsbyer i området, brændt ned.
Med ibrugtagningen af Härtsfeld-vandledningen i 1891 fik Ochsenberg en permanent forsyning af drikkevand fra brøndene i Itzelberg.
I 1910 bygges det nuværende rådhus, som også tjener som skole og brandstation. Opførelsen af elforsyningen begyndte i 1917. Efter 2 års byggetid indvies kirken i 1963.

## Demografi og religion
Med ankomsten og bosættelsen af flygtninge efter 2. verdenskrig steg antallet af indbyggere mærkbart.
Op til slutningen af 2. Verdenskrig var Ochsenberg evangelisk. Derefter steg antallet af romersk-katolske beboere betydeligt på grund af de flygtninge, der var bosat.

| Befolkningsudvikling fra 1650Einwohnerzahl: befolkning; Jahr: årEinwohner: Indbyggere1./2. Weltkrieg: 1./2. verdenskrig    |  | Befolkningsudvikling fra 1650Einwohnerzahl: befolkning; Jahr: årEinwohner: Indbyggere1./2. Weltkrieg: 1./2. verdenskrig      |
| Befolkningsudvikling fra 1650 Einwohnerzahl: befolkning; Jahr: år Einwohner: Indbyggere 1./2. Weltkrieg: 1./2. verdenskrig |  | Befolkningsudvikling fra 1825 med religiøst tilhørsforhold Religion ev: evangelisk, r.-k.: romersk-katolske, sonstige: andre |

## Personer fra Ochsenberg
- Hans Bäurle (* 1931), maler, grafiker og billedhugger
- Jörg Haug (* 1937), professor i lokalundervisning

## Galleri
- Historisk rådhus
- Torvet i landsbyen Lindenplatz
- Protestantiske kirke Johanneskirche
- Bydammen
- Naturreservat Falchen
- Naturmonument Judenbusch